# Aleksy Poniatowski
Aleksy Poniatowski (ur. 16 stycznia?/28 stycznia 1892 w Kijowie, zm. między 13 a 14 kwietnia 1940 w Katyniu) – major broni pancernych Wojska Polskiego, kawaler Krzyża Walecznych, ofiara zbrodni katyńskiej.

## Życiorys
Syn Bogdana i Heleny z Mazurowskich. Absolwent szkoły handlowej i 1 Kijowskiej Szkoły Wojskowej. Uczestnik I wojny światowej w szeregach armii rosyjskiej. Żołnierz I Korpusu Polskiego w Rosji a następnie w latach 1918–1919 służył w armii generała Denikina. Od 1919 w Wojsku Polskim. W 1920 służył w 1 dyonie samochodowym. Od 1921 w IX dyonie samochodowym w stopniu kapitana wojsk samochodowych ze starszeństwem z dniem 1 czerwca 1919. 15 listopada 1923 ukończył IV kurs doskonalący w Obozie Szkolnym Wojsk Samochodowych był także absolwentem kursu unitarnego w Rembertowie. W 1932 został przeniesiony do 1 pułku artylerii motorowej. W 1934 dostał przydział do 1 pułku artylerii najcięższej. Awansował do stopnia majora 1 stycznia 1936. W marcu 1939 był komendant parku samochodowego 1 pułku artylerii najcięższej w Górze Kalwarii. W 1939 szef służby samochodowej DOK IX. 
Po agresji ZSRR na Polskę 17 września 1939 do niewoli sowieckiej dostał się ok. 25 września 1939 r. w okolicach Tarnopola. Został przewieziony do punktu zdawczo-odbiorczego NKWD w Kamieńcu Podolskim (stan na 19.09.1939) a następnie do obozu rozdzielczego NKWD w Putywlu. 25 października 1939 złożył na ręce naczelnika obozu w Putywlu prośbę o informację o miejscu pobytu żony i córki, które w dniu 19 września 1939 przebywały razem z Poniatowskim. W listopadzie 1939 został przeniesiony do Kozielska. Między 11 a 12 kwietnia 1940 przekazany do dyspozycji naczelnika smoleńskiego obwodu NKWD – lista wywózkowa 022/3 poz 23, nr akt 2281 z 9.04.1940. Został zamordowany 13 a 14 kwietnia 1940 przez NKWD w lesie katyńskim. Podczas ekshumacji prowadzonej przez Niemców w 1943 wpis w księdze czynności pod datą 07.05.1943. Figuruje liście AM-204-1385 i Komisji Technicznej PCK GARF-46-01385 – jako major. Przy szczątkach w mundurze znaleziono dwie pocztówki, kwit pocztowy rosyjski, kartka z zapiskami, mała pincetka i scyzoryk.
Znajduje się na liście ofiar opublikowanej w Gońcu Krakowskim nr 115 i  Nowym Kurierze Warszawskim nr 125.
Był żonaty z Ireną z Płotnickich, miał córkę Halinę.

## Upamiętnienie
5 października 2007 minister obrony narodowej Aleksander Szczygło mianował go pośmiertnie na stopień podpułkownika. Awans został ogłoszony 9 listopada 2007, w Warszawie, w trakcie uroczystości „Katyń Pamiętamy – Uczcijmy Pamięć Bohaterów”.
Tablica pamiątkowa na pomniku w Górze Kalwarii.

## Ordery i odznaczenia
- Krzyż Walecznych[5]
- Złoty Krzyż Zasługi (25 maja 1939)[18][9]
- Srebrny Krzyż Zasługi (17 marca 1934)[19][20]
- Krzyż Kampanii Wrześniowej – pośmiertnie 1 stycznia 1986[21]